# Elisabeth Henriette von Österreich
Erzherzogin Elisabeth Henriette Klothilde Maria Viktoria von Österreich (* 9. März 1883 in Alcsút (Ungarn); † 8. Februar 1958 in Regensburg) war ein Mitglied des ungarischen Zweigs des Hauses Habsburg-Lothringen.

## Leben
Sie war das sechste Kind und die vierte Tochter des Erzherzogs Joseph Karl Ludwig von Österreich (1833–1905) und seiner Ehefrau Prinzessin Clotilde von Sachsen-Coburg und Gotha (1846–1927), Tochter von Prinz August von Sachsen-Coburg und Gotha und Prinzessin Clementine d’Orléans. Bis zur Novemberrevolution von 1918/1919 führte sie den Titel einer Erzherzogin von Österreich. Sie heiratete Zoltán Decleva, lebte auf dem Familiengut in Alcsút und reiste mit ihrer Familie im Herbst 1944, während der Spätphase des Zweiten Weltkriegs, aus Ungarn ab. Danach wohnte sie bei ihrer älteren Schwester Margarethe Klementine in Regensburg, wo sie 1958 im Alter von 74 Jahren starb. Elisabeth Henriette war zunächst auf dem Friedhof von Feldafing beigesetzt. 1992 wurden die bisher in Feldafing bestatteten Mitglieder des Hauses Habsburg-Lothringen in die Gruft der Palatine im Burgpalast von Budapest überführt.